# Regeringen Bahr Halvorsen I

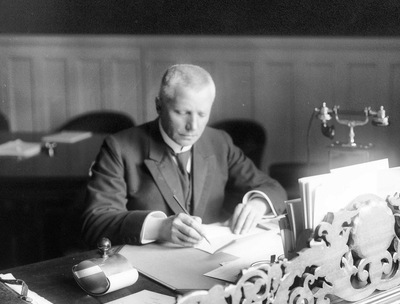
Otto Bahr Halvorsen.

Regeringen Bahr Halvorsen I var en norsk regering som tillträdde 21 juni 1920. Det var en minoritetsregering med Høyre och Frisinnede Venstre. Statsminister var Otto Bahr Halvorsen. Regeringen lämnade in sin avskedsansökan den 18 juni 1921 och avgick den 22 juni. Detta efter att ha blivit nedröstade i Stortinget i den så kallade skolekommisjonssaken, där regeringen önskade upphäva bestämmelser i skollagen som skulle säkra anställda lärare mot att kommunena kunde sänka deras löner.